# ヒョルヴァルズルの息子ヘルギの歌

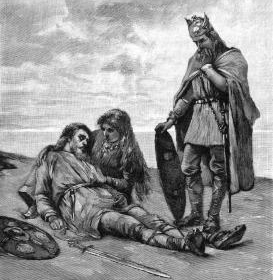
ヘルギ、スヴァーヴァ、ヘジン。 Fredrik Sanderの1893年スウェーデン版 Poetic Edda のイラスト

ヒョルヴァルズルの息子ヘルギの歌（ヒョルヴァルズルのむすこヘルギのうた、アイスランド語: Helgakviða Hjörvarðssonar）は、古エッダに収録される英雄詩の一篇。 王の写本から発見されたもので、フンディングル殺しのヘルギの歌 その一（英語: Helgakviða Hundingsbana I）から連なり、フンディングル殺しのヘルギの歌 その二（英語: Helgakviða Hundingsbana II）へと連なる。原稿では題名が無かったため、学者が便宜的に名付けたものだが、一篇の詩としては統一性の無い３つの部分からできている。この文章は、古い詩とそれを結びつける散文から構成されている。 ヒョルヴァルズルの息子ヘルギ（Helgi Hjörvarðsson）の物語を描いたもので、フンディングル殺しのヘルギ（英語: Helgi Hundingsbane）の物語へと緩やかに関連付けされている。

## あらすじ

### ヘルギの父がヘルギの母を手に入れる
歌はノルウェーの王で名をヒョルヴァルズル（Hjörvarðr）に始まる。彼は4人の妻を持ち、まず、アールヴヒルド（Álfhildr）との間に息子のヘジン（Heðinn）を、二人目のセーレイズ（Særeiðr）との間に息子のフムルング（Humlungr）を、三人目のシンリョーズ（Sinrjóð）との間に、息子のヒュムリング（Hymlingr）を設けた。4人目の妻については語られていないが、あるいは、これから始まる物語の冒頭に登場するシグルリン（Sigrlinn）のことかもしれない。
ヒョルヴァルズルは知りえた最も美しい女性を手に入れると誓いをたてた。そしてある時、スヴァーヴァランド（Sváfaland）の王、スヴァーヴニル（Sváfnir）の娘のシグルリン（Sigrlinn）が最も美しい少女であると知ったため、ヒョルヴァルズルは、イズムンド候（jarl Iðmundr）の息子のアトリ（Atli）を使者として送って、少女に求婚させた。
イズムンドの息子アトリ（Atli Iðmundsson）は冬の間、スヴァーヴニル王の下に滞在したものの、その王に仕えるフラーンマル候（jarl Fránmarr）によって、妨げられた。帰国の途につく前のこと、アトリは鳥に話しかけられた。更に話を聞こうと取引をもちかけたところ、鳥は、多くの宝物（神殿や金の角の牛や財宝）を進呈すれば、ヒョルヴァルズルがシグルリンを手に入れられるかのように仄めかした。アトリは国に戻ると、ヒョルヴァルズル王に自身の任務が不首尾に終わったことを伝えた。
王は、アトリとともにスヴァーヴニル王の下を訪れることにした。しかし、一行が山に登るとスヴァーヴァランドが炎と塵雲に包まれ、馬に乗った戦士達が闊歩するのを見た。それは、シグルリン王女を求めて来たフローズマル（Hróðmarr）王の軍隊で、拒絶されたため武力によって少女を奪おうとしていた。この時既にフローズマル王はスヴァーヴニル王を殺しており、シグルリンの捜索をしているところだった。
夜の間、ヒョルヴァルズル王とアトリは川辺で野営したが、アトリは大きな鳥が止まる家を発見した。彼は眠っている鳥を殺し、家の中のシグルリンとアーロヴを発見した。フラーンマル候は鷲に変身し、魔法で護っていたのだった。ヒョルヴァルズル王はシグルリンを連れて、アトリもまた、自分が殺した候の娘アーロヴを伴って帰国した。

### ヘルギとスヴァーヴァの出会い
ノルウェーの王ヒョルヴァルズルとスヴァーヴァランドのシグルリン（Sigrlinn）の間には、物静かな、名前を与えらていない息子がいた。ある日、この物静かな息子が成長した男が丘に座っていた時のことだった。彼は9人のワルキューレが遠乗りする姿を目にし、中でもスヴァーヴァのことが一番美しいと思った。彼女はエイリミ王の娘だった。
スヴァーヴァが、彼のことをヘルギ（Helgi）と呼んだため、それを逆手に取ってスヴァーヴァ自身を贈り物に欲しがった。すると彼女は、蛇と魔法のルーンが刻まれたグレートソードのありかを彼に告げたのだった：
| 8. Sverð veit ek liggja í Sigarsholmi fjórum færi en fimm tögu; eitt er þeira öllum betra vígnesta böl ok varit gulli. 9. Hringr er í hjalti, hugr er í miðju, ógn er í oddi þeim er eiga getr; liggr með eggju ormr dreyrfáiðr, en á valböstu verpr naðr hala. | 8. Swords I know lying in Sigarsholm, Fifty there are save only four; One there is that is best of all, The shield-destroyer, with gold it shines. 9. In the hilt is fame, in the haft is courage, In the point is fear, for its owner's foes; On the blade there lies a blood-flecked snake, And a serpent's tail round the flat is twisted. |

スヴァーヴァはヘルギに名前を授け、彼が戦う時には常に彼とともにあり、幾多の危機から彼を護り続けた。

### ヘルギはスヴァーヴニルの仇を討ち、スヴァーヴァと結婚する
ヘルギは父であるヒョルヴァルズル王に対し、スヴァーヴァランドの焼き討ちとスヴァーヴニル王の殺害に対して報復しなかったことを糾弾した。また、フローズマル王はスヴァーヴニル王の物だった富を強奪していた。 ヒョルヴァルズル王はヘルギに軍の指揮権を与え、ヘルギはまたスヴァーヴァが彼に告げた魔法の剣をも手に入れた。その後、ヘルギはフローズマルを亡き者とし、祖父の仇討ちを果たした。
続く冒険の途上で、ヘルギは霜の巨人のハティを倒し、またその後、ヘルギとアトリは出会ったハティの娘のフリームゲルズ（Hrímgerðr）と長く議論を交わし、巨人が石に変わる時（日が高く上るまで）引き延ばした。
戦いを通じて名声を得た後、ヘルギはエイリミ王のもとに赴き、王に娘の手を求めた。エイリミ王はこれを許したので、ヘルギとスヴァーヴァは互いに誓いを交わした。彼らは愛し合ったが、彼女は父親のもとに居残ることになり、ヘルギは一人戦いへ赴くことになった。

### ヘルギの死
ある年の祭り（ユール）の最中、ヘルギの兄弟のヘジンは蛇を手綱として狼に跨ったトロールの女性を見つけた。彼女は彼に同行を求めたが、彼は彼女を拒んだ。すると女トロールは彼を罵り、宣誓の杯を交わすときにこの償いをさせると宣言した。
祝祭は続き、男達は神聖な猪に手をかざすと、それぞれに宣誓していく、そしてヘジンは、兄弟の恋人のスヴァーヴァを手に入れることを誓った。
ヘジンはヘルギに会うと、儀式での宣誓について自身を責め、白状した。ヘルギはこれを宥めると、決闘を挑まれている現況を伝えるとともに、宣誓の言葉は真実になるに違いないと述べた。ヘルギは自身の死を予感し、自分の守護霊（フィルギャ）が女トロールの姿でヘジンを訪れたのだと語った。
フローズマル王の息子のアールヴ（Álfr）から挑まれた、シガルスヴェリル（Sigarsvoll）での３日間のホルガング（決闘の一種、英語：Holmgang、古ノルド語または現代アイスランド語：hólmganga）を前に、ヘルギは、女トロールはここで自身が討たれることを知っていたのだろうと漏らす。
アールヴとの決闘でヘルギは致命傷を被り、アールヴが勝利した。ヘルギは、死ぬ前に会えるようにスヴァーヴァを連れてきて欲しいと、彼の介添えのシガロ（Sigarr）をエイリミ王のもとに送った。
亡くなる前に、ヘルギはスヴァーヴァに兄弟のヘジンと結婚するように頼んだ。ヘジンは、ヘルギの仇を討つまで故郷に戻らないとの決意を伝え、スヴァーヴァに口付けを頼んだ。
ヘルギとスヴァーヴァの転生について触れ、物語は結ばれる。